# 히로세촌 (시가현)
히로세촌(広瀬村)은 일본 시가현 다카시마군에 설치되었던 촌이다. 현재의 다카시마시의 일부에 해당한다.